# Space Force
Space Force é uma série de televisão americana de comédia criada por Greg Daniels e Steve Carell e estrelada por Carell, John Malkovich, Ben Schwartz, Diana Silvers e Tawny Newsome. A série estreou na Netflix em 29 de maio de 2020. Em novembro de 2020 a série foi renovada para uma segunda temporada, lançada em 18 de fevereiro de 2022.

## Premissa
Space Force centra-se em torno de "as pessoas encarregadas de criar um sexto ramo dos serviços armados...Força Espacial".

## Elenco

### Regular
- Steve Carell como General Mark R. Naird
- John Malkovich como Dr. Adrian Mallory
- Ben Schwartz como F. Tony Scarapiducci
- Diana Silvers como Erin Naird
- Tawny Newsome como Angela Ali
- Jimmy O. Yang como Dr. Chan Kaifang (segunda temporada; recorrente primeira temporada)
- Don Lake como Brad Gregory (segunda temporada; recorrente primeira temporada)

### Recorrente
- Noah Emmerich como General Kick Grabaston
- Alex Sparrow como Captain Yuri "Bobby"
- Fred Willard como Fred Naird
- Jessica St. Clair como Kelly King, structural engineer and civil contractor
- Lisa Kudrow como Maggie Naird, Mark's wife.
- Roy Wood Jr. como Colonel Bert Mellows
- Jane Lynch como Chief of Naval Operations
- Chris Gethard como Eddie Broser
- Diedrich Bader como General Rongley
- Dan Bakkedahl como John Blandsmith
- Patrick Warburton como General Dabney Shramm
- Larry Joe Campbell como Commandant of the Coast Guard
- Kaitlin Olson como Edison Jaymes
- Ginger Gonzaga como Anabela Ysidro-Campos
- Owen Daniels como Obie Hanrahan
- Aparna Nancherla como Pella Bhat
- Spencer House como Duncan Tabner

## Episódios
| Temporada | Temporada | Episódios | Episódios | Originalmente lançado   |
| --------- | --------- | --------- | --------- | ----------------------- |
|           | 1         | 10        | 10        | 29 de maio de 2020      |
|           | 2         | 7         | 7         | 18 de fevereiro de 2022 |

### 1.ª temporada (2020)
| N.º na série | N.º na temp. | Título                              | Dirigido por  | Escrito por                         | Lançamento         |
| ------------ | ------------ | ----------------------------------- | ------------- | ----------------------------------- | ------------------ |
| 1            | 1            | "The Launch"                        | Paul King     | Steve Carell & Greg Daniels         | 29 de maio de 2020 |
| 2            | 2            | "Save Epsilon 6!"                   | Tom Marshall  | Greg Daniels                        | 29 de maio de 2020 |
| 3            | 3            | "Mark And Mallory Go To Washington" | Tom Marshall  | Shepard Boucher                     | 29 de maio de 2020 |
| 4            | 4            | "Lunar Habitat"                     | Paul King     | Lauren Houseman                     | 29 de maio de 2020 |
| 5            | 5            | "Space Flag"                        | Dee Rees      | Brent Forrester                     | 29 de maio de 2020 |
| 6            | 6            | "The Spy"                           | Dee Rees      | Aasia Lashay Bullock & Connor Hines | 29 de maio de 2020 |
| 7            | 7            | "Édison Jaymes"                     | Jeffrey Blitz | Yael Gree                           | 29 de maio de 2020 |
| 8            | 8            | "Conjugal Visit"                    | David Rogers  | Maxwell Theodore Vivian             | 29 de maio de 2020 |
| 9            | 9            | "It's Good To Be Back On The Moon"  | Daina Reid    | Paul Lieberstein                    | 29 de maio de 2020 |
| 10           | 10           | "Proportionate Response"            | Daina Reid    | Greg Daniels                        | 29 de maio de 2020 |

### 2.ª temporada (2022)
| N.º na série | N.º na temp. | Título                     | Dirigido por | Escrito por      | Lançamento              |
| ------------ | ------------ | -------------------------- | ------------ | ---------------- | ----------------------- |
| 11           | 1            | "The Inquiry"              | Ken Kwapis   | Steve Carell     | 18 de fevereiro de 2022 |
| 12           | 2            | "Budget Cuts"              | Ken Kwapis   | Kim Tran         | 18 de fevereiro de 2022 |
| 13           | 3            | "The Chinese Delegation"   | Ken Kwapis   | Jimmy O. Yang    | 18 de fevereiro de 2022 |
| 14           | 4            | "The Europa Project"       | Ken Kwapis   | Lauren Houseman  | 18 de fevereiro de 2022 |
| 15           | 5            | "Mad (Buff) Confidence"    | Ken Kwapis   | Brent Forrester  | 18 de fevereiro de 2022 |
| 16           | 6            | "The Doctor's Appointment" | Ken Kwapis   | Norm Hiscock     | 18 de fevereiro de 2022 |
| 17           | 7            | "The Hack"                 | Ken Kwapis   | Mamoudou N'Diaye | 18 de fevereiro de 2022 |

## Produção

### Desenvolvimento
Em 16 de janeiro de 2019, foi anunciado que a Netflix havia dado uma ordem de produção para a série. A série foi criada por Greg Daniels e Steve Carell, ambos serão produtores executivos ao lado de Howard Klein. 3 Arts Entertainment será a empresa de produção da série. Em 13 de novembro de 2020, a série foi renovada para uma segunda temporada, com produção marcada para acontecer em Vancouver, com a intenção de reduzir o orçamento do programa. A segunda temporada irá estrear em 18 de fevereiro de 2022.

### Seleção de elenco
Juntamente com o anúncio da série, foi confirmado que Steve Carell iria estrelar a série.
Em 26 de setembro de 2019, foi anunciado que John Malkovich, Ben Schwartz, Diana Silvers e Tawny Newsome se juntaram a essa série como elenco principal e Jimmy O. Yang, Alex Sparrow e Don Lake como elenco recorrente. 
 Em outubro de 2019, Noah Emmerich, Fred Willard e Jessica St. Clair se juntaram ao elenco em papéis recorrentes. Em abril de 2020, foi anunciado que Lisa Kudrow se juntou ao elenco em um papel recorrente. Em maio de 2020, foi relatado que Jane Lynch e Roy Wood Jr. foram escalados para papéis recorrentes.

## Recepção
No site agregador de resenhas Rotten Tomatoes, a primeira temporada da série tem um índice de aprovação de 38% com base em 95 resenhas, com uma classificação média de 5,78/10. O consenso dos críticos do site diz: "Um elenco de estrelas e efeitos especiais dignos de blockbuster não são suficientes para evitar que a mistura desigual de seriedade e sátira da Força Espacial saia rapidamente da órbita cômica." No Metacritic, tem uma  pontuação média ponderada de 49 em 100, com base em 40 críticos, indicando "críticas mistas ou médias".